# Нейпир, Тревельян
Сэр Тревельян Нейпир (полное имя: Тревельян Дакрес Уиллес Нейпир англ. Trevylyan Dacres Willes Napier, 19 апреля 1867 — 30 июля 1920) — британский флотоводец, вице-адмирал, командующий заморским командованием Королевского военно-морского флота Великобритании Североамериканская и Вест-Индская станция.

## Служба на флоте
Тревельян Нейпир родился в семье морского офицера вице-адмирала Джерарда Джона Нейпира (англ. Gerard John Napier) и его жены  Эллы Луизы (Уилсон). Поступил на службу в Королевский военно-морской флот, стал лейтенантом 14 декабря 1887 года и коммандером 1 января 1889 года.  В апреле 1902 года Нейпир получил назначение старшим помощником на королевскую яхту (англ. HMY) HMY Victoria and Albert. В июне 1903 года получил звание капитана военно-морского флота Великобритании, в этом же году Нейпир был назначен командиром яхты HMY Victoria and Albert. В 1911 году он был назначен командиром линейного корабля HMS Bellerophon. В ноябре 1913 года Нейпир получил звание контр-адмирала. С этого года Нейпир работал в Старом Королевском военно-морском колледже и занимался вопросами организации и мобилизации Флота метрополии в июне-июле 1914 года.
С началом Первой мировой войны Тревельян Нейпир командовал 2-й эскадрой лёгких крейсеров  (англ. 2nd Light Cruiser Squadron) с декабря 1914 года, с февраля следующего года командовал 3-й эскадрой лёгких крейсеров, участвовал в Ютландском сражение в мае 1916 года. С июля 1917 года вступил в командование 1-й эскадрой лёгких крейсеров, в ноябре 1917 года принимал участие во Втором сражении в Гельголандской бухте. Вступил в командование всеми эскадрами лёгких крейсеров с января 1918 года (до апреля 1919 года).
В декабре 1919 года Нейпир был назначен командующим Североамериканской и Вест-Индской станцией. Тревельян Нейпир умер в своём офисе летом 1920 года, его похоронили на кладбище военно-морских сил Великобритании на Бермудах.

## Семья
Тревельян Нейпир женился в 1899 году на Мэри Елизабет Калм-Сеймур (1871-1944) (англ. Mary Elizabeth Culme-Seymour), дочери адмирала сэра Майкла Калм-Сеймура, 3-го баронета Калм-Сеймур. У супругов Нейпир родились сын и две дочери. Внук Тревельяна Нейпира — бывший министр и член парламента Ричард Льюс, его правнучка — английская актриса Миранда Харт.

## Награды
- Рыцарь-командор Ордена Бани (англ. KCB)
- Член Королевского Викторианского ордена  (англ. MVO)